# Bára Sajdoková
Bára Sajdoková (* 5. Oktober 2001 in Bystřice nad Olší) ist eine tschechische Hochspringerin.

## Sportliche Laufbahn
Erste internationale Erfahrungen sammelte Bára Sajdoková im Jahr 2015, als sie beim Europäischen Olympischen Jugendfestival (EYOF) in Győr mit übersprungenen 1,69 m den neunten Platz belegte. Im Jahr darauf erreichte sie dann bei den U18-Europameisterschaften ebendort mit 1,74 m Rang sieben und qualifizierte sich damit für die Olympischen Jugendspiele in Buenos Aires, bei denen sie den Rang fünf belegte. 2019 wurde sie dann bei den U20-Europameisterschaften im schwedischen Borås mit 1,84 m Fünfte.
2019 und 2020 wurde Sajdoková tschechische Meisterin im Hochsprung im Freien.

## Bestleistungen
- Hochsprung (Freiluft): 1,91 m, 18. Juli 2020 in Kladno
  - Halle: 1,88 m, 15. Februar 2020 in Ostrava